# Tereblicze
Tereblicze (biał. Цераблічы; ros. Теребличи) – wieś na Białorusi, w obwodzie brzeskim, w rejonie stolińskim, w sielsowiecie Remel.
Znajduje się tu parafialna cerkiew prawosławna pw. Zmartwychwstania Pańskiego.

## Warunki naturalne
Tereblicze są położone nad Mostwą i na skraju dużego kompleksu leśno-torfowiskowego Błota Olmańskie, rozciągającego się na południe aż za granicę białorusko-ukraińską.

## Historia
W dwudziestoleciu międzywojennym leżały w Polsce, w województwie poleskim, w powiecie stolińskim. Zlokalizowana była tu kampania ckm 19 Batalionu Straży Granicznej.
Po II wojnie światowej w granicach Związku Sowieckiego. Od 1991 w niepodległej Białorusi.